# Иллюзия Понцо

Пример иллюзии Понцо. Обе жёлтые горизонтальные линии имеют одинаковый размер.

Иллюзия Понцо — оптическая иллюзия, впервые продемонстрированная итальянским психологом Марио Понцо (1882—1960) в 1913 году. Он предположил, что мозг человека определяет размер объекта по его фону. Понцо нарисовал два одинаковых отрезка на фоне двух сходящихся линий, наподобие уходящего вдаль железнодорожного полотна. Верхний отрезок кажется крупнее, поскольку мозг интерпретирует сходящиеся линии как перспективу (как две параллельные линии, сходящиеся на расстоянии). Поэтому мы думаем, что верхний отрезок расположен дальше, и полагаем, что его размер больше. Кроме сходящихся линий, силу эффекту добавляет уменьшающееся расстояние между промежуточными горизонтальными отрезками.
Некоторые исследователи[кто?] полагают, что лунная иллюзия является примером иллюзии Понцо, в которой деревья, дома и другие детали ландшафта играют роль сходящихся линий. Объекты переднего плана заставляют наш мозг думать, что Луна больше, чем она есть на самом деле.
Данный тип зрительных иллюзий также возникает при использовании устройства сенсорного замещения. Однако для его восприятия необходимо наличие подобного визуального опыта, поскольку люди с врождённой слепотой не чувствительны к нему.